# Kalininaul
Kalininaul (in russo: Калининаул, Юрт-Аух; in ceceno: Ширча-Ӏовх; Shircha-Ovkh) è una località rurale (una derevnja) del rajon Kazbekovskij, nella Repubblica autonoma del Daghestan, in Russia. Il villaggio è situato al confine con la Repubblica di Cecenia.